# Kuria (folk)
Kuria, även kända som Abakuria, är en ett bantufolk i Kenya och Tanzania. Ursprungligen tillhörde de samma folkgrupp som Kisii, men en strid med massajerna delade de två folken. Fortfarande påminner de båda folken om varandra, både fysiskt och språkligt. Folkgruppen tros vara en av de första bantufolken som bosatte sig i Östafrika, för omkring 2 000 år sedan. Traditionellt är de ett herdefolk, men samvaron med grannfolken Luo och Massajerna har gjort att de tvingats anpassa sig till ett liv med jordbruk. Vanliga kontantgrödor är kaffe, tobak och majs. De odlar också marijuana, vilket konsumeras av de själva.
Enligt folkräkningen i Kenya 2019 tillhörde 313 854 kenyaner Kuria. Kuria är indelade i 16 subgrupper, så kallade Ibiaro. I Kenya finns subgrupperna Bakira, Nyabasi, Bagumbe och Bairege medan Batimbaru, Bakenye, Bamerani, Baikoma och  Banyamongo finns i Tanzania. Variationerna mellan de olika subgrupperna är mycket små.